# Велевицкий, Ян
Велевицкий, Ян (1566—1639) — иезуит и польский историк, переводчик и поэт XVII в.

## Биография
В числе прочего описал события Смутного времени, использовав записи из дневника духовника Марины Мнишек ксендза Каспара Савицкого.

## Сочинения
- Historja jezuitów krakowskich = История краковских иезуитов
- О Nasladowaniu Chrystusa = О наследовании Христа / пер. сочинения Фомы Аквинского
- Historia diarii domus professae S. J.

### Переводы на русский язык
- Дневник иезуита Яна Велевицкого о событиях московских // Иностранцы о древней Москве (Москва XV—XVII веков). — М.: Столица, 1991. — С. 219—227.